# Risco absoluto
O risco absoluto  ou incidência de um agravo ou doença é a incidência do agravo ou doença.
De acordo com Rouquayrol (1988), a incidência, em Epidemiologia, traduz a ideia de intensidade com que acontece determinado fenômeno mórbido em uma população, sendo esta intensidade relacionada à unidade de intervalo de tempo (dia, semana, mês ou ano).
Em termos operacionais, utiliza-se o coeficiente de incidência, o qual pode ser matematicamente expresso da seguinte maneira:
{\textstyle I={\frac {Nc}{Np}}\times 10n}

onde {\displaystyle I} é o coeficiente de incidência, {\displaystyle Nc} é o número de casos novos de uma doença/agravo ocorrente em uma determinada população em certo período de tempo, {\displaystyle Np} é o úmero de indivíduos na população expostos ao risco de adquirir a doença/agravo no referido período e {\displaystyle 10n} é um número relativo de indivíduos para efeitos de comparação o qual comumente é considerado {\displaystyle 10n=100.000}, assim o valor encontrado irá se referir ao risco absoluto cada 100.000 indivíduos por exemplo. (adaptado)